# International Movement Against all forms of Discrimination and Racism
Die International Movement Against all forms of Discrimination and Racism (IMADR, „Internationale Bewegung gegen alle Formen der Diskriminierung und des Rassismus“) ist eine internationale nicht staatliche Menschenrechtsorganisation in Tokio.
IMADR wurde 1988 von den Burakumin, einer bedeutenden japanischen Minderheit, gegründet. Die Bewegung gründete durch engagierte Einzelpersonen und Minderheitengruppen Regionalkomitees in Asien, Nordamerika, Lateinamerika und Europa (Genf, Paris).
IMADR ist beratendes Mitglied im UN-Wirtschaftsrat (ECOSOC).